# Heidewitvlakvlinder
De heidewitvlakvlinder (Orgyia antiquoides) is een nachtvlinder uit de familie van de spinneruilen (Erebidae) en de onderfamilie van de donsvlinders (Lymantriinae).

## Beschrijving
De voorvleugellengte van de mannetjes bedraagt tussen de 12 en 15 millimeter. De vleugels zijn tamelijk egaal bruin, met in de binnenhoek van de voorvleugel een niet zo opvallende witte vlek. De vrouwtjes zijn vleugelloos.

## Levenscyclus
De heidewitvlakvlinder gebruikt struikhei, dophei, wilde gagel, wilgen en rijsbes als waardplanten. De rups is te vinden van mei tot in juli. De verpopping vindt plaats in een opvallende gele cocon. De vrouwtjes blijven in deze cocon leven, en zetten daarin ook de eitjes af. De soort overwintert als ei.

## Voorkomen
De soort komt verspreid over het Palearctisch gebied voor. De habitat is heide.

### In Nederland en België
De heidewitvlakvlinder is in Nederland en België een niet zo gewone soort. De vlinder kent één generatie die vliegt in juli en augustus.

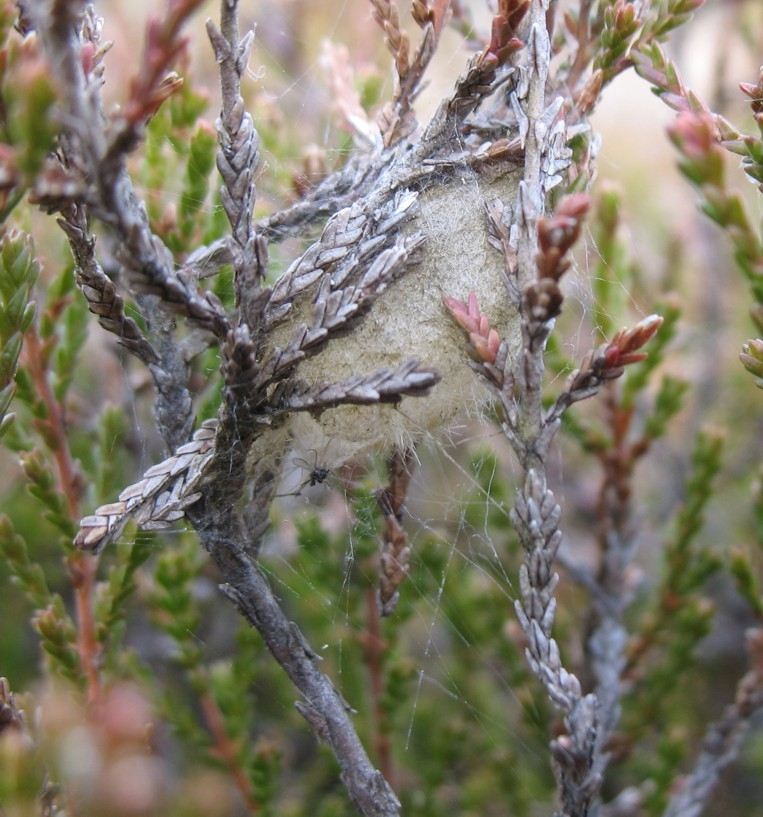
Cocon waarin de pop, het vrouwtje en de eitjes leven